# Американські графіті
«Американські графіті» (англ. American Graffiti) — підлітковий фільм 1973 року режисера Джорджа Лукаса, його другий повнометражний фільм. Події фільму розгортаються в місті Модесто, штат Каліфорнія в 1962 році. В ньому яскраво відображене життя американських підлітків покоління бебі-буму, з захопленням рок-н-ролом та швидкою їздою. Фільм складається з декількох пов'язаних між собою сюжетних ліній.
Сценарій «Американських графіті» заснований на юнацьких роках Джорджа Лукаса проведених в Модесто на початку 1960-х. Режисер довго не міг втілити свій задум в життя. United Artists, 20th Century Fox, Columbia Pictures, Metro-Goldwyn-Mayer, Paramount Pictures відмовилися спонсорувати фільм. Лише Universal Pictures погодилася знімати фінансово ризикований фільм.
«Американські графіті» став одним з найприбутковіших фільмів всіх часів. Критики прихильно сприйняли ностальгічний погляд на Америку напередодні буремних соціокультурних змін другої половини XX століття. Фільм був номінований на премію «Оскар» за найкращий фільм. 1995 року бібліотека Конгресу США визнала фільм «культурно, історично й естетично видатним» та внесла до Національного реєстру фільмів.

## Сюжет
У серпні 1962 року давні друзі й випускники старшої школи, Курт Гендерсон та Стів Боландер, в одному з кафе, зустрічають Джона Мілнера і Террі «Жабу» Філдса. Попри отриманий навчальний грант на 2000 доларів, Курт все ще не може визначитися чи дійсно хоче наступного ранку разом зі Стівом відлетіти до одного з північноамериканських коледжів. Стів залишає Террі свою машину, щоб він опікувався нею, доки він буде в коледжі. Подруга Стіва, Лорі, яка є молодшою сестрою Курта, не впевнена чи протримаються їхні стосунки на відстані.

## В ролях
| Актор                | Роль                 |
| -------------------- | -------------------- |
| Річард Дрейфус       | Курт Гердерсон       |
| Рон Говард           | Стів Боландер        |
| Пол Ле Мат           | Джон Мілнер          |
| Чарльз Мартін Сміт   | Террі «Жаба» Філдс   |
| Кенді Кларк          | 'Деббі Данем         |
| Макензі Філліпс      | Керол Моррісон       |
| Сінді Вільямс        | Лорі Гендерсон       |
| Гаррісон Форд        | Боб Фалфа            |
| Бо Гопкінс           | Джо Янг              |
| Вульфман Джек        | в ролі самого себе   |
| Кетлін Деніз Квінлан | Пеґ                  |
| Дібі Келіз Венді     |                      |
| Сьюзен Соммерс       | «білявка» в футболці |
| Кей Ленц             | Джейн                |
| Сюзан Річардсон      | Джуді                |
| Джо Спано            | Вік                  |

## Саундтрек
Лукас намагався підібрати особливу фонову музику для кожної сцени, але розумів складнощі, що могли виникнути з авторськими правами. Легендарний радіоведучий Вульфмен Джек грає в фільмі самого себе. Вульфмен — ідол юного Лукаса, який планував зняти про нього документальний фільм.
Альбом саундтреків до фільму, «41 Original Hits from the Soundtrack of American Graffiti», вийшов на MCA Records. Альбом містить всі композиції використані в фільмі.

## Нагороди
- 1973 : Премія Міжнародного кінофестивалю у Локарно:
  - за найкращу режисуру — Джордж Лукас
- 1973 : Нагорода Товариства кінокритиків Канзас-Сіті[de] (США):
  - за найкращий іноземний фільм[de]
- 1974 : Премія «Золотий глобус» Голлівудської асоціації іноземної преси:
  - за найкращий фільм — комедія або мюзикл
- 1995 : Національна рада США зі збереження фільмів[en] внесла кінострічку до Національного реєстру фільмів США